# Henno Mentz
Pour les articles homonymes, voir Mentz.
Pas d'image ? Cliquez ici

a Compétitions nationales et continentales officielles uniquement.

b Matchs officiels uniquement.
Dernière mise à jour le 14 novembre 2021.
Hendrik (Henno) Mentz, né le 25 septembre 1979 à Ermelo (Afrique du Sud), est un joueur de rugby à XV qui a joué avec l'équipe d'Afrique du Sud. Il évolue au poste de trois quart aile (1,85 m pour 87 kg).

## Carrière

### En club et province
Il a joué sept matchs de Super 12 en 2005 et six matchs de Super 14 en 2006.

### En équipe nationale
Il a disputé un premier test match le 12 juin 2004 contre l'équipe d'Irlande.

## Palmarès
- 2 test matchs avec l'équipe d'Afrique du Sud
- 40 matchs de Currie Cup (135 points)
- 24 matchs de Super 12/14